# 津久井警察署
津久井警察署（つくいけいさつしょ）は、相模原市緑区にある神奈川県警察が管轄する警察署の一つである。
相模原市警察部隷下、第四方面に属する小規模警察署であり、署長の階級は警視。相模原市のうち、旧津久井郡4町地域の治安を担う。管轄が東京都及び山梨県に隣接しており、しばしば都県境を越え緊急配備が敷かれる。
識別章所属表示はGN。
庁舎の老朽化により、2024年に津久井合同庁舎旧庁舎跡地に完成した新庁舎へ移転した。

## 所在地
- 神奈川県相模原市緑区中野937番地2

## 管轄区域
- 相模原市緑区の一部（詳細は右の表を参照）
  - 管轄面積：238.44km2

## 沿革

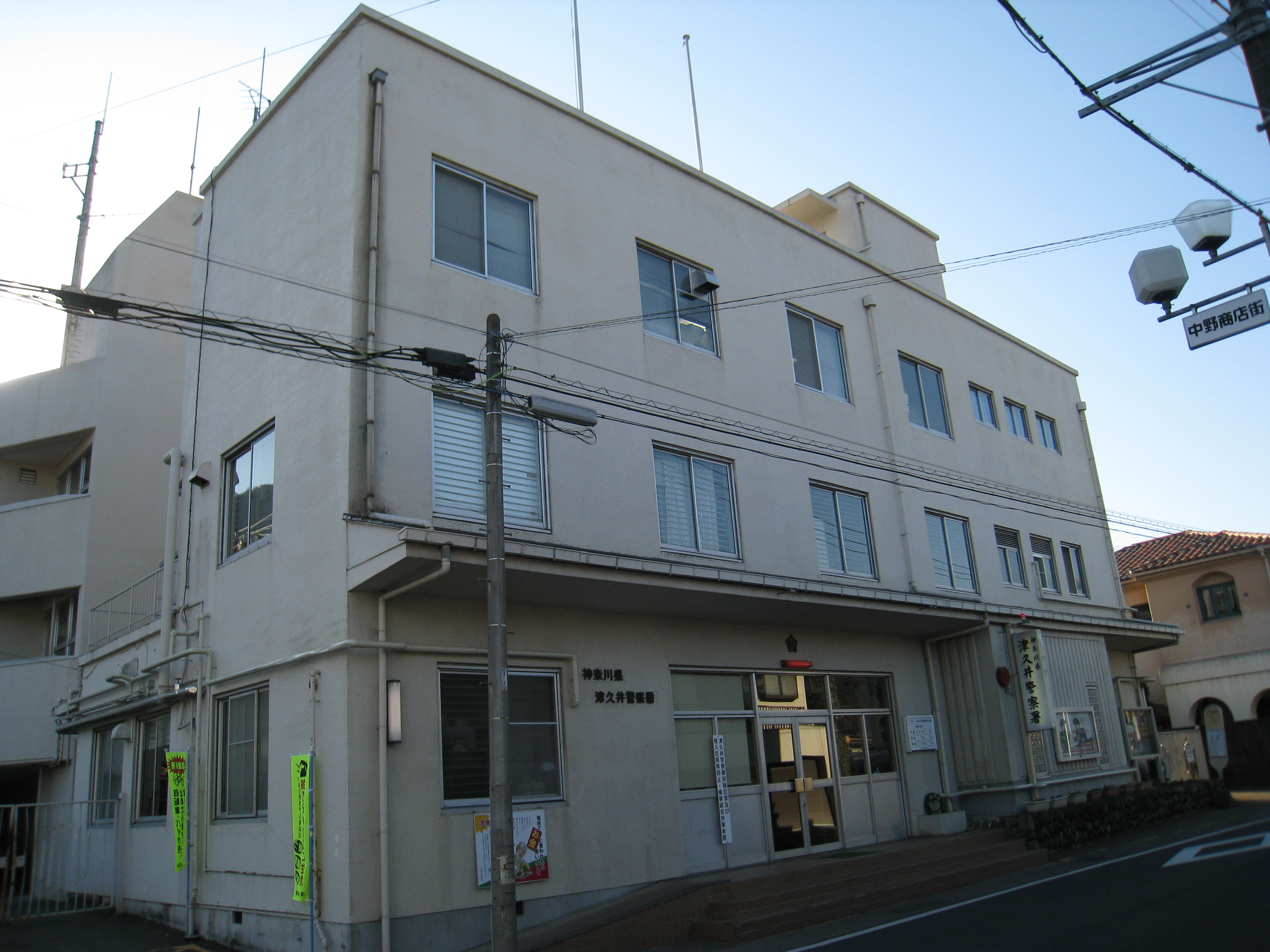
津久井警察署2代目庁舎（1961～2024年）

- 1886年12月　津久井郡警察署として開設。
- 1948年3月7日　警察法の公布に伴い、国家地方警察津久井地区警察署となる。
- 1954年7月1日　警察法の改正に伴い、神奈川県中野警察署となる。
- 1955年　神奈川県津久井警察署に改称。
- 1961年3月31日 新庁舎（2代目）が完成。
- 2024年3月25日 新庁舎（3代目）が完成し、相模原市緑区中野308番地から移転[1]。

## 組織
- 署長（警視）
- 副署長（警視）
- 警務課 - 警務係、住民相談係、管理係
- 会計課 - 会計係
- 生活安全課 - 防犯少年係、経済保安係
- 地域課（警ら用無線自動車2台、小型警ら車19台） - 地域企画係、地域第一係、地域第二係、地域第三係
- 刑事課 - 強行盗犯係、鑑識係、知能組織犯罪対策係
- 交通課 - 交通総務係、交通捜査係、交通指導係
- 警備課 - 警備係

（7課体制）
※「神奈川県警察の組織に関する規則（昭和44年3月31日、公安委員会規則第2号）」を参考にした。

## 交番
- 城山交番　相模原市緑区原宿5丁目26番1号
- 相模湖交番　相模原市緑区与瀬1092番地

## 駐在所
- 湘南駐在所　相模原市緑区小倉404番地14
- 根小屋駐在所　相模原市緑区根小屋1466番地4
- 串川駐在所　相模原市緑区長竹1222番地10
- 鳥屋駐在所　相模原市緑区鳥屋1044番地1
- 青野原駐在所　相模原市緑区青野原1619番地
- 青根駐在所　相模原市緑区青根1434番地2
- 内郷駐在所　相模原市緑区寸沢嵐848番地6
- 千木良駐在所　相模原市緑区千木良1206番地9
- 吉野駐在所　相模原市緑区吉野76番地1
- 小渕駐在所　相模原市緑区小渕1966番地6
- 日連駐在所　相模原市緑区日連563番地3
- 牧野駐在所　相模原市緑区牧野4224番地3
- 佐野川駐在所　相模原市緑区佐野川1932番地1

## 自動車ナンバー自動読取装置（Nシステム）
- 相模原市緑区与瀬（国道20号）
- 相模原市緑区寸沢嵐（国道412号）

## 過去の重大事件・事故
- 相模原障害者施設殺傷事件
- 緑区川尻における老女殺人事件 - 未解決[2]